# Tachina basalis
Tachina basalis är en tvåvingeart som först beskrevs av Zimin 1929.  Tachina basalis ingår i släktet Tachina och familjen parasitflugor. Inga underarter finns listade i Catalogue of Life.